# 信使運載火箭
信使號（英語：Safir，"使節"之意）是伊朗第一種能將衛星送入軌道的一次性使用運載火箭。信使號發射系統在2009年2月2日發射，並成功將希望號衛星衛星送入軌道。

## Kavoshgar
2008年2月4日，命名為Kavoshgar-1 (波斯語：کاوشگر ۱, "Explorer-1")的亞軌道測試在國營電視臺公開。2007年2月25日進行的飛行測試可能也具有相同的性質。首次飛行負載了測量高空大氣的儀器。據伊朗通訊社，2008年2月4日發射的火箭以液態推進劑驅動，可能是衍生自流星-3的設計。火箭到達離地約200–250 km的太空，並成功傳回科學數據。
2008年2月19日，伊朗提供有關信使號的相關新資料，並且公開Kavoshgar-1使用的是兩節火箭。第一節火箭在升空100 秒後脫離，並乘降落傘回到地面。第二節繼續飛行到離地約200 公里。不過此次飛行並未試圖到達軌道速度。
伊朗國營電視臺早期的報告提出，Kavoshgar-1使用三節火箭，第一節在90 秒之後分離，最後火箭進入離地200-250公里的軌道。
早在2007年2月25日，伊朗就已成功開發且發射一個探空火箭。不過無法得知此火箭與2008年2月4日發射的火箭是否為同一類型。

## 運作記錄

### 信使號-1
2008年8月17日，伊朗官方宣布成功發射一臺無負載的信使號火箭。這是伊朗為了發射首個自產的衛星希望號所做的準備。伊朗航空組織的領導Reza Taghizadeh透過國家電視台發言：「信使號運載火箭已在今日發射，我們首次將一顆替代的假衛星送入軌道。」根據伊朗公布的資料，這顆替代的假衛星被送入離地650 km的近地軌道，每24小時通過伊朗上空6次。
據美國官方所述：「火箭在升空後不久就失敗了，所以根本無法抵達預定位置。」不過伊朗國家電視臺在幾分鐘後就播出了火箭升空的過程。伊朗官方嚴厲抨擊上述的指控，並且聲明希望號衛星將在不久後發射。
2009年2月2日，一個信使號火箭載運希望號衛星進行了伊朗的首次軌道飛行。本次使用的信使號是一個兩級運載火箭，長22 m、直徑1.25 m、重約26噸。希望號衛星27公斤重，被送入近地點245.5 km、遠地點381.2 km的橢圓軌道。信使號顯然比前機型更先進有力。

### 往後的發射
信使號-1A為信使號-1升級，第一節增加兩個捆綁式固體引擎推進器（來自流星-3C），可能還在原有的火箭上增加了第三節固體發動機，信使號獲得更多負載能力。
伊朗總統馬哈茂德·艾哈邁迪內賈德在2009年4月14日宣布開始此推進器的研發。此推進器可將衛星送入700 km（430 mi）高的軌道或者加倍原本的負載量。信使號-1A火箭的處女航，載運伊朗的第三個本土衛星觀測1號衛星，在2011年6月15日09:14 UTC升空後，這個重15.3 kg的衛星於數分鐘後成功進入軌道。
2012年2月3日，升級後的的信使號-1B增加20%推力，載運50 kg的納維德號衛星進入太空。火箭的第二節比舊款的更寬。之後黎明號衛星地球成像衛星在2012年5月23日、9月22日以及2013年2月17日在塞姆南航天發射場發射失敗。伊朗並未公布這三次發射失敗的記錄。，2015年2月3日，信使號-1B終於成功載運一個52 kg的黎明號衛星發射升空。
2019年2月5日信使號-1B發射杜斯蒂衛星，伊朗國防部副部長聲稱發射成功，美國的研究人員聲稱發射在升空後的某個時間點失敗了。2019年8月29日一枚信使號-1B火箭似乎在發射台上爆炸。

### 除役
在2020年伊朗祖勒賈納衛星運載火箭揭幕儀式上，伊朗國防部航空航天組織發言人賽義德·艾哈邁德·侯賽尼表示，信使運載火箭已處於退役狀態，不再計劃用該運載火箭發射。

## 外部連結
- Iran's Research Rocket Beams Back Science Data（页面存档备份，存于）, Space.com
- Iran Launches Rocket, Unveils Space Center, Space.com
- Iran's Sputnik Archive.today的存檔，存档日期2013-01-04, SpaceRef.com
- Iran rocket claim raises tension （页面存档备份，存于）, BBC
- Iran: Rocket Launch Another Show Of Prowess （页面存档备份，存于）, RadioFreeEurope RadioLiberty
- Iran claims space rocket launch（页面存档备份，存于）, AlJazeera
- Iranians inaugurate space project （页面存档备份，存于）, BBC
- Iran to Launch 2 More Research Rockets Before Placing Satellite into Orbit This Summer, on Space.com
- Iran Launches Indigenous Carrier Rocket